# 圣马蒂诺-因里奥
圣马蒂诺-因里奥（義大利語：San Martino in Rio）是意大利雷焦艾米利亚省的一个市镇。总面积22平方公里，人口7932人，人口密度360.5人/平方公里（2009年）。ISTAT代码为035037。